# Тулегенов, Шерим Ажибекович
Шерим Ажибекович Тулегенов (каз. Төлеген Шерім Әжібекұлы; род. 25 ноября 1950, Бурное) — казахский гидролог, доктор технических наук, профессор Евразийского Национального университета имени Л. Н. Гумилева (ЕНУ имени Л. Н. Гумилёва).

## Образование
В 1972 году окончил Джамбулский гидромелиоративно-строительный институт по специальности «Гидротехническое строительство речных сооружений и ГЭС». Кандидат технических наук (1984), доктор технических наук (2010).

## Преподавательская деятельность
С 1972 по 1998 годы — преподаватель, декан факультета Джамбулского гидромелиоративно-строительного института. С 1998 по 2010 годы — заведующим кафедрой «Инженерные коммуникации» в ЕНУ имени Л. Н. Гумилева. С 2010 по 2011 годы — профессор Казахского университета технологии и бизнеса (Астана). С 2011 по 2013 годы — заведующий кафедрой «Теплоэнергетика» Казахского агротехнического университета имени С. Сейфуллина. С 2013 года — профессор кафедры «Физическая и экономическая география», ЕНУ им. Л. Н. Гумилева

## Научная работа
Шерим Тулегенов участвовал в научно-исследовательских работах по проектированию крупных гидротехнических сооружений в СНГ, а также имеет работы по экологии Казахстанских и трансграничных рек, опубликованные в ведущих специализированных научных журналах, изобретения.
Организатор VII совещания Международной группы исследователей харофитов. Выступал с докладами на конгрессах и симпозиумах Международной ассоциации по гидравлическим исследованиям в Москве, (1980), Лозанне (1987), на Международном симпозиуме «Гидравлические и гидрологические аспекты оценки надежности и безопасности гидротехнических сооружений» в Санкт-Петербурге (2002) и на Международной научной конференции «Первые Ержановские чтения» в Павлодаре (2004).
Научные разработки Шерима Тулегенова включены в справочные пособия. 